# 馬來亞潘鰍
馬來亞潘鰍為輻鰭魚綱鯉形目鰍科的其中一種，為熱帶淡水魚，分布於亞洲馬來西亞及印尼淡水流域，體長可達6公分，棲息在森林溪流的底層水域，生活習性不明。

## 扩展阅读
維基物種上的相關：馬來亞潘鰍